# Artur Vieregg

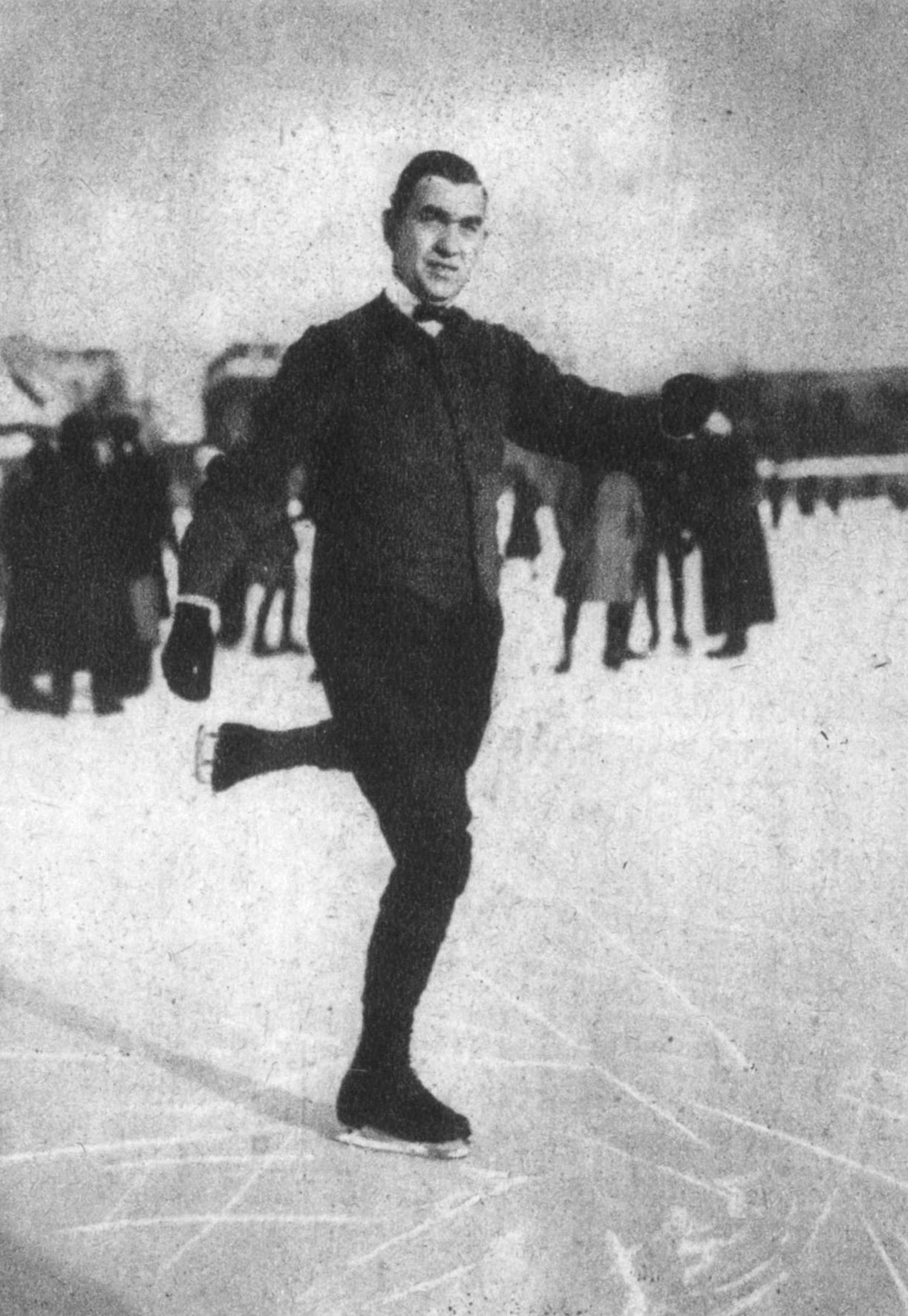
Artur Vieregg (1923)

Artur Vieregg (* 8. Mai 1884 in Berlin; † 1946 in sowjetischer Gefangenschaft) war ein deutscher Eiskunstläufer, der im Einzellauf startete.
Vieregg startete für den Berliner Eislaufverein 1886. Er war in den 1920er-Jahren drittbester deutscher Eiskunstläufer hinter Werner Rittberger und Paul Franke. 1920, 1921 und von 1923 bis 1926 belegte er hinter den beiden den dritten Platz bei deutschen Meisterschaften. Bereits vor dem Ersten Weltkrieg war er 1912 Vizemeister hinter Rittberger geworden. Vieregg nahm dreimal an Europameisterschaften teil, 1922, 1924 und 1926 wurde er jeweils Achter. Bei seiner einzigen Weltmeisterschaft belegte er 1923 den sechsten und letzten Platz.
Nach seiner aktiven Eislaufkarriere arbeitete er als Punktrichter und Trainer. Außerdem wirkte er als Dozent an der Deutschen Hochschule für Leibesübungen in Berlin. Von 1923 bis 1934 war er Präsident des Deutschen Motorradfahrer-Verbandes (DMV) und organisierte zahlreiche Motorradrennen, u. a. auf der Avus, dem Nürburgring und dem Schottenring. Von 1935 bis 1939 war er „Technischer und Sportleiter“ des Berliner Sportpalastes, bei Kriegsbeginn eingezogen als Major der Reserve. Er ist der Autor des Buches Der Eisläufer.

## Ergebnisse
| Wettbewerb / Jahr        | 1912 | 1920 | 1921 | 1922 | 1923 | 1924 | 1925 | 1926 |
| ------------------------ | ---- | ---- | ---- | ---- | ---- | ---- | ---- | ---- |
| Weltmeisterschaften      |      |      |      |      | 6.   |      |      |      |
| Europameisterschaften    |      |      |      | 8.   |      | 8.   |      | 8.   |
| Deutsche Meisterschaften | 2.   | 3.   | 3.   |      | 3.   | 3.   | 3.   | 3.   |